# Owsianka (Kosowy)
Owsianka – część wsi Kosowy w Polsce, położona w województwie podkarpackim, w powiecie kolbuszowskim, w gminie Niwiska.
W latach 1975–1998 część wsi administracyjnie należała do województwa rzeszowskiego.